# Sukō
Sukō  (崇光, 25 de maio de 1334 – 31 de janeiro de 1398) foi o terceiro imperador da Corte do Norte do Japão.

## Vida
Originalmente seu nome era Masuhito, mas antes de sua ascensão ao trono era conhecido como Okihito. Era filho do imperador Kōgon. Seu antecessor, o imperador Kōmyō, era seu tio, o irmão mais novo de seu pai. Em 1348, Okihito se tornou príncipe herdeiro. E no mesmo ano, se tornou Imperador da Corte do Norte após a abdicação de Kōmyō. Embora Kōgon governasse como imperador em clausura.
Ocorreu uma rivalidade entre Ashikaga Takauji e Ashikaga Tadayoshi, em 1351, Takauji se aliou a Corte do Sul, forçando o Sukō a abdicar. Numa tentativa de reunificar a linha imperial. No entanto, a paz logo se desfez, e em 1352, as tropas da Corte do Sul atacaram Quioto, sequestrando Kōgon, Kōmyō e Sukō e o príncipe herdeiro Naohito, filho de Kōgon.
Com isso, Takauji reativa a Corte do Norte e coloca em seu trono o segundo filho de Kōgon, o Príncipe Imperial Iyahito, que se tornou o imperador Go-Kōgon.
Depois de seu regresso a Quioto em 1357, o filho do Sukō, o Príncipe Imperial Yoshihito, se aliou ao xogunato Ashikaga para ser nomeado príncipe herdeiro, mas o xogunato decidiu nomear o filho do Go-Kōgon, o futuro imperador Go-En'yū.
Em 1398, Sukō falece aos 63 anos de idade. 